# Phyllanthus bathianus
Phyllanthus bathianus är en emblikaväxtart som beskrevs av Jacques Désiré Leandri. Phyllanthus bathianus ingår i släktet Phyllanthus och familjen emblikaväxter. Inga underarter finns listade i Catalogue of Life.